# Václav Sehnal (poslanec Říšské rady)
Václav Sehnal (24. února 1856 Kozojedy – 17. ledna 1905 Velká Ves u Vodolky) byl rakouský a český cukrovarnický manažer a politik české národnosti, na přelomu 19. a 20. století poslanec Říšské rady.

## Biografie
Profesí byl rolníkem a cukrovarnickým odborníkem. Vystudoval vyšší reálnou školu v Kutné Hoře a chemii na Vysoké škole technické v Praze. Působil pak jako technik v několika cukrovarech. V roce 1888 se stal ředitelem cukrovaru v Bečvárech. Byl aktivní veřejně a politicky. Byl členem pěveckých sborů. Zastával funkci předsedy hudebního festivalu v Praze. Od roku 1891 zasedal v českém odboru zemské zemědělské rady. Byl členem hospodářské komory v Praze a zasazoval se v ní o rozvoj průmyslového muzejnictví, zejména technologického muzea.
Na konci 19. století se zapojil i do celostátní politiky. V doplňovacích volbách roku 1894 byl zvolen do Říšské rady (celostátní zákonodárný sbor) v kurii obchodních a živnostenských komor, obvod Praha. Nastoupil 22. února 1894 místo Josefa Wohanky. Uspěl za tento obvod i v řádných volbách do Říšské rady roku 1897 a volbách do Říšské rady roku 1901. Zde zasedal do své smrti roku 1905. Pak ho v parlamentu nahradil Bohumil Ryšánek. K roku 1897 se profesně uvádí jako ředitel cukrovaru.
Byl členem mladočeské strany. V roce 1892 vydal spis Očista národní strany svobodomyslné. Coby poslanec se soustřeďoval na témata související s cukrovarnickým průmyslem. Podílel se na jednání o bruselské cukerní konvenci a o přirážce na cukr vyvážený z Předlitavska do Uherska.
Kvůli výkonu poslanecké funkce se vzdal aktivit v cukrovarnickém průmyslu a věnoval se kromě politiky jen správě svého hospodářství ve Velké Vsi u Vodolky.
Zemřel v lednu 1905 na úplavici cukrovou.